# شكاوي المصري الفصيح
شكاوي المصري الفصيح العمل الأبرز والأضخم في مسيرة يوسف القعيد الروائية، وتنقسم الرواية إلى ثلاثة أجزاء هي نوم الأغنياء، والمزاد، وأرق الفقراء. تمثل هذه الرواية رصداً لمختلف شخصيات إحدى الأسر في مصر السبعينات، حيث تترك قصرها وتضطر للسكن في القبور، وكحركة احتجاجية لطردها من المقبرة التي تسكنها يقرر كبير الأسرة عرض عائلته للبيع في ميدان التحرير، فتفسر السلطة هذا العمل بالتمرد وإحداث الشغب، وتتعامل معه بكل تعسف في ظل ما تعيشه مصر آنذاك من توتر سياسي في أعقاب بوادر التطبيع مع إسرائيل.
إن هذا العمل الروائي الساخر حتى المرارة يدور في فلك مقولة الكاتب أن دور الدولة هو حماية نوم الأغنياء من أرق الفقراء. بالتوازي مع أحداث الرواية يعرض يوسف القعيد همومه وهموم الكاتب المصري عموماً بخصوص نشر أعماله، ويمرر عبر الرواية عشرات المواقف المضحكة التي يعيشها هذا المصري الفصيح.